# 滨海圣帕莱
滨海圣帕莱（法語：Saint-Palais-sur-Mer，法語發音：[sɛ̃ palɛ syʁ mɛʁ]）是法国滨海夏朗德省的一个市镇，位于该省西南部，属于罗什福尔区。滨海圣帕莱是鲁瓦扬城市圈的一部分。

## 地理
滨海圣帕莱（45°38'36"N, 1°5'18"W）面积15.69 平方千米，位于法国新阿基坦大区滨海夏朗德省，该省份为法国西部滨海省份，北起旺代省，西临大西洋，南至吉倫特省，东南接多爾多涅省，东北接德塞夫勒省接壤，东临夏朗德省。
与滨海圣帕莱接壤的市镇（或旧市镇、城区）包括：布勒耶、莱马特、圣奥古斯坦、滨海沃。

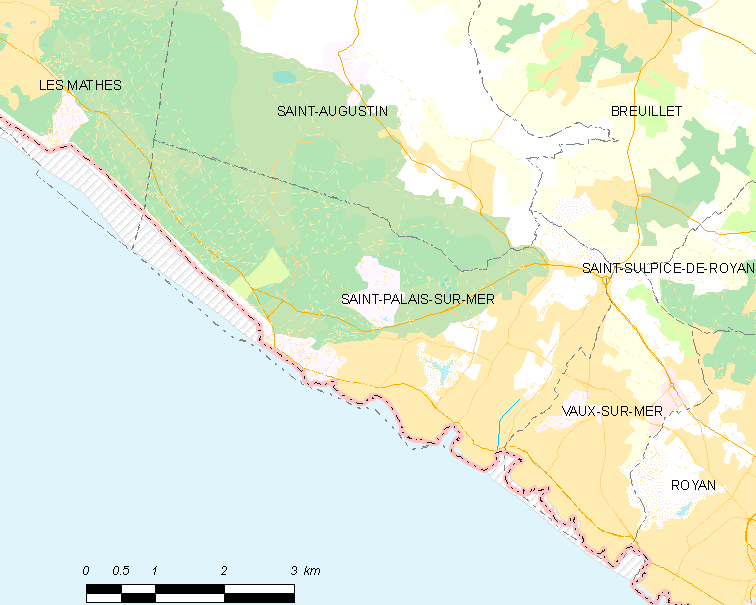
滨海圣帕莱的OSM定位图

滨海圣帕莱的时区为UTC+01:00、UTC+02:00（夏令时）。

## 行政
滨海圣帕莱的邮政编码为17420，INSEE市镇编码为17380。

## 政治
滨海圣帕莱所属的省级选区为拉特朗布拉德县。

## 人口

1962-2008年间滨海圣帕莱人口变化图示

滨海圣帕莱于2022年1月1日时的人口数量为3879人。